# 城隍庙 (西宁市)
城隍庙，位于中国青海省西宁市城中区，为第五批青海省文物保护单位，公布日期为1988年9月15日，类型为古建筑。
城隍庙的历史年代为清。